# Edgar Zilsel
Edgar Zilsel, född 11 augusti 1891 i Wien, Österrike-Ungern, död 11 mars 1944 i Oakland, Kalifornien, var en österrikisk historiker och vetenskapsfilosof.

## Biografi
Zilsel var det yngsta barnet till en advokat, Jacob Zilsel och hans hustru, Ina Kollmer, och hade två äldre systrar. Han gick på Franz-Joseph-Gymnasium åren 1902 och 1910 och studerade sedan filosofi, fysik och matematik. Han gjorde militärtjänst under hösten 1914 och disputerade 1915 under handledning av Heinrich Gomperz på en avhandling under titeln A Philosophical Investigation of the Law of Large Numbers and related Laws. Efter att sedan ha arbetat som matematiker på ett försäkringsbolag i några månader fick han en tjänst som lärare i februari 1917 och fick i november 1918 sin lärarexamen i matematik, fysik och naturhistoria.
Trots att han var ansluten till Wienkretsen, kritiserade Zilsel kretsmedlemmarnas åsikter. Som judisk marxist kunde han inte göra karriär på ett akademiskt sätt i Österrike, men han deltog aktivt i arbetande människors utbildning i filosofi och fysik vid Wiens folkuniversitet.
Efter det österrikiska socialdemokratiska partiets nederlag i det österrikiska inbördeskriget 1934 arresterades Zilsel och tvingades lämna sitt arbete, men undervisade senare i matematik och fysik vid en gymnasieskola (Mittelschule) i Wien.
Zilsel flydde från Österrike efter Anschluss, först till England och 1939 till USA där han fick ett Rockefeller Fellowship som gjorde det möjligt för honom att ägna tid åt forskning. Han publicerade många artiklar under dessa år av exil, såsom Sociological Roots of Modern Science. År 1943 blev han inbjuden av Lynn White att undervisa i fysik vid Mills College i Kalifornien, men kort därefter begick han självmord med en överdos sömntabletter.

## Vetenskapligt arbete
Som filosof kombinerade Zilsel marxistiska åsikter med wienkretsens logiska positivism och publicerade regelbundet artiklar i akademiska, såväl som socialistiska tidskrifter. En utökad version av sin doktorsavhandling publicerade han som en bok (The Application Problem: A Philosophical Investigation of the Law of Large Numbers and its Induction). Två andra böcker, The Religion of Genius: A Critical Study of the Modern Ideal of Personality och The Development of the Concept of Genius: a Contribution to the Conceptual History of Antiquity and Early Capitalism publicerades 1918 respektive 1926.
Zilsel framhöll sin doktorsavhandling som en förklaring till uppkomsten av västerländsk vetenskap. Han hävdade att kapitalismens uppgång ledde till arbetarnas interaktion med forskare. Denna samverkan ledde i sin tur till början av tidig modern vetenskap. Arbetarna hade till stor del varit analfabeter och sett ner på de utbildade klasserna. Lärda var okunniga om praktiskt hantverk. Den intellektuella teoretiseringen av hantverket och upptaget av hantverkskunskap i undersökningen av naturen ledde till utvecklingen av experimentell vetenskap.
En annan teori av Zilsel var att upphöjningen av naturlagarna i tidig modern vetenskap var en produkt av generaliseringen av det juridiska begreppet lag till ett naturfenomen. Precis som kungen fastställer de rättsliga lagarna för nationen fastställer Gud naturlagarna för universum.
Zilsels idéer användes av historikern Joseph Needham, specialiserad på kinesisk vetenskap, till att förklara bristen på experimentell vetenskap i det traditionella Kina trots att kineserna var före västvärlden i både teknik och inom många områden av naturhistoriska observation.
Zilsel lovordas av historiker Clifford D. Conner för att ha varit den förste som betonade rollen av hantverkare och arbetare vid sidan av naturfilosofer, i utveclingen av modern vetenskap. Före Conner, möttes Zilsels avhandlingar av motstånd vid tiden för deras publicering, men även på grund av författarens tidig död, och hans arbeten omvärderades senare av historiker som Pamela H. Smith.